# Yala
Yala es una localidad y municipio de la provincia de Jujuy, Argentina. Se encuentra ubicada en el departamento Doctor Manuel Belgrano, a 12 km de la ciudad de San Salvador de Jujuy, con la cual se encuentra conurbada en el denominado Gran San Salvador de Jujuy.
Yala es uno de los principales atractivos turísticos de la provincia, situación que se ve facilitada por la gran cantidad de servicios en la próxima ciudad de San Salvador de Jujuy.
Rodeado por un paisaje montañoso el pueblo de Yala es el punto de referencia para un circuito turístico que incluye el Área de la reserva de biosfera de las Yungas, y alberga al parque provincial Potrero de Yala, con bellas lagunas a 2000 m s. n. m. La quebrada en la que se desarrolla el pueblo se encuentra aproximadamente a 1500 m s. n. m.
La localidad está recostada sobre la margen derecha de los últimos tramos del río Yala, hasta llegar a su desembocadura en el río Grande. Sobre el río Yala se sucede durante 5 km una delgada hilera de casas veraniegas.
El municipio alcanza hasta la cercana localidad de San Pablo de Reyes, situada sobre la desembocadura del río Reyes en el río Grande.

## Geografía
- Altitud: 1.640 m s. n. m.
- Latitud: 24º 07' 00" S
- Longitud: 065º 22' 59" O

### Población
Contaba con 1923 habitantes (Indec, 2001), lo que representa un incremento del 42 % frente a los 1354 habitantes (Indec, 1991) del censo anterior. Según el INDEC, esta cifra abarca también las localidades de San Pablo de Reyes y Los Nogales.

### Sismicidad
La sismicidad del área de Jujuy es frecuente y de intensidad baja, y un silencio sísmico de terremotos medios a graves cada 40 años.
- Sismo de 1863: aunque dicha actividad geológica catastrófica, ocurre desde épocas prehistóricas, el terremoto del 4 de enero de 1863 (162 años),[2] señaló un hito importante dentro de la historia de eventos sísmicos jujeños, con 6,4 Richter. Pero nada cambió extremando cuidados y/o restringiendo códigos de construcción.[1]
- Sismo de 1948: el 25 de agosto de 1848 (176 años) con 7,0 Richter, el cual destruyó edificaciones y abrió numerosas grietas en inmensas zonas[2][1]
- Sismo de 2009: el 6 de noviembre de 2009 (15 años) con 5,6 Richter

## Parroquias de la Iglesia católica en Yala
| Diócesis  | Jujuy            |
| --------- | ---------------- |
| Parroquia | Santiago Apóstol |